# Detritna veriga
Detritna veriga je del prehranjevalne verige, v kateri so prvi člen mrtvi ostanki rastlin in živali (detritus). Naslednji člen so živali, ki se prehranjujejo z mrtvo organsko snovjo (detritojedi), ti so hrana plenilcev. Končni člen detritne verige so bakterije in gljive, ki sproščajo enostavne anorganske spojine, te izkoriščajo zelene rastline, ki so prvi člen v verigi pašnje. Zaradi tega je detritna veriga povezana z verigo pašnje in na ta način skupaj tvorita prehranjevalni splet. Detritna veriga je osnovni element pretoka energije skozi ekosistem. V plitvih morjih se približno 30 odstotkov vse energije pretaka skozi detritno verigo, v gozdnih sistemih z veliko rastlinsko biomaso in razmeroma majhno živalsko biomaso pa se skozi detritno verigo lahko pretoči celo 90 odstotkov energije.